# Témiscouata-sur-le-Lac
Témiscouata-sur-le-Lac är en stad (kommun av typen ville) i provinsen Québec i Kanada. Den ligger i regionen Bas-Saint-Laurent, i den östra delen av landet, 600 km öster om huvudstaden Ottawa. Staden bildades 2010 genom sammanslagning av städerna Cabano och Notre-Dame-du-Lac, vars tätbebyggelser fortsättningsvis utgör separata tätorter (centres de population).